# Джей Ді МакДона
Джордан Девлін (англ. Jordan Devlin, народився 15 березня 1990) — ірландський професійний реслер. Наразі він виступає у WWE, на бренді Raw під ринг-іменем Джей Ді МакДона (англ. JD McDonagh). Він є членом угрупування Судний день і дворазовим і чинним командним чемпіоном світу разом з напарником по угрупуванню та наставником Фінном Балором.
Раніше він виступав у NXT UK, де був одноразовим і найдовшим Чемпіоном NXT у напівважкій вазі. Серед інших його досягнень — дворазовий Чемпіон світу OTT і одноразовий Командний чемпіон PROGRESS. Девлін також відомий своїм перебуванням у Японії у Pro Wrestling Zero1, змагаючись під іменем Френк Девід, і ставши одноразовим Міжнародним командним чемпіоном Zero1 у легкій вазі.

## Раннє життя
Девлін народився 15 березня 1990 року в містечку Брей, графство Віклов, Ірландія.  Він отримав освіту в C.B.C Monkstown у передмісті Дубліна Монкстаун, а пізніше отримав ступінь бакалавра в Університетському коледжі Дубліна.

## Кар'єра у професійному реслінгу

### Незалежні промоушени (2006–2018, 2019–2020, 2022)
Починаючи з 16 років, Девлін почав займатися у професійному реслінгу у Фергала Девітта (також відомого як Фінн Балор) і Пола Трейсі. У віці 21 року Девлін провів шість місяців, змагаючись у Pro Wrestling Zero1 в Японії, де він і Шон Гіннесс виграли Міжнародні Командні Чемпіонства Zero1 у легкій вазі.
Девлін є першим Чемпіоном світу у важкій вазі Over the Top Wrestling, перемігши Тімоті Тетчера в лютому 2018 року. 18 серпня 2018 року він зазнав поразки від ВОЛТЕРА у матчі за титул.
У 2013 році Девлін почав виступати у Insane Championship Wrestling (ICW), де він безуспішно змагався за кілька титулів. Під час свого дебюту, він і Шон Максер кинули виклик Бакі Бойз на Командне Чемпіонство ICW на Three Way with Fight Club at ICW: Get Yer Rat Oot. У 2017 році він змагався проти Трента Севена і Джо Коффі за Чемпіонство світу у важкій вазі ICW. Востаннє він невдало кинув виклик Бі-Ті Ганну (ICW: Fight Club) за Чемпіонство ICW Zero-G у 2017 році, перш ніж отримати ще одну можливість на ICW: BarraMania 4 у гаунтлет матчі, де його вибив Енді Вайлд. У нетитульному матчі, він також змагався з Кенні Вільямсом, Стіві Боєм і Майкі Віплешем.
Девлін став Командним чемпіоном Progress Tag разом зі Скотті Девісом після перемоги над Grizzled Young Veterans і Aussie Open на Progress Chapter 95: Still Chasing, але пізніше його позбавили титулів через 278 днів через звинувачення проти Девліна під час руху Speaking Out

### WWE

#### NXT UK і NXT (2016–2023)

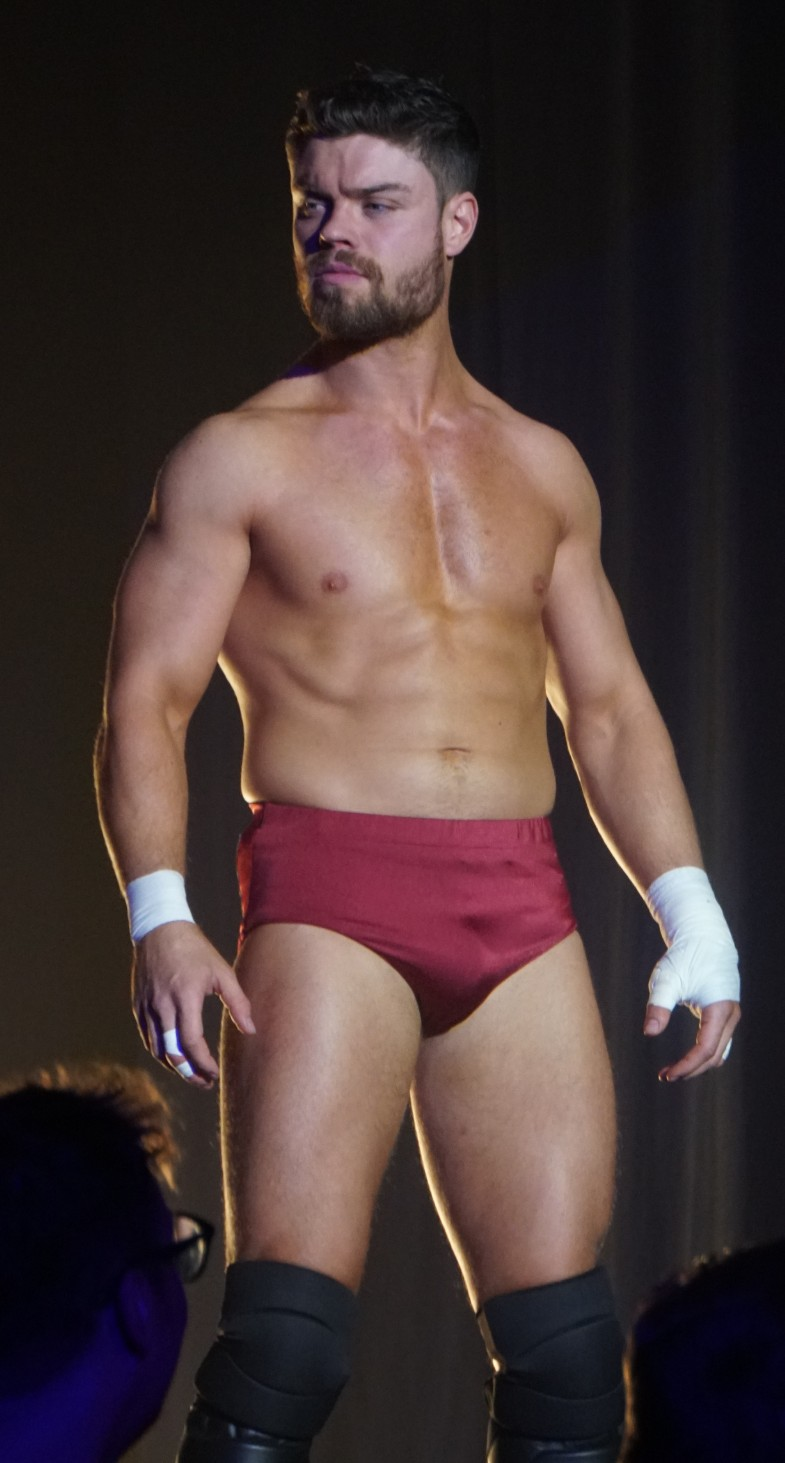
Девлін у 2018 р.

15 грудня 2016 року Девлін був оголошений одним із 16 чоловіків, які змагаються в першому в історії турнірі за Чемпіонство Сполученого Королівства 14 і 15 січня 2017 року, де коронували першого в історії Чемпіона Сполученого Королівства WWE Девлін переміг Денні Берча в першому раунді, вийшовши до чвертьфіналу, де його переміг Тайлер Бейт. Девлін також з'явився на кількох живих шоу WWE. 18 травня 2018 року WWE оголосили через свій YouTube-канал, що Девлін буде одним із 16 учасників другого щорічного турніру за Чемпіонатство Сполученого Королівства. Він переміг Тайсона Ті-Боуна у першому раунді, але програв Флешу Моргану Вебстеру у другому раунді.
Після деяких розбіжностей на наступних епізодах NXT UK, було призначено матч проти Тревіса Бенкса на NXT UK Takeover: Blackpool. Однак тієї ночі обидва супротивники напали один на одного ще до того, як пролунав дзвінок, і найбільше постраждав Бенкс. Девлін, виходячи на ринг, називав себе найкращим бійцем Ірландії, тим самим затвердивши себе як хіл. Його перервав генеральний менеджер бренду Джонні Сейнт, який вийшов, щоб призначити матч проти невідомого суперника, яким виявився Фінн Балор .
26 і 27 січня Девлін брав участь у турнірі Worlds Collide, у якому брали участь суперзірки з NXT, 205 Live і NXT UK. Він виграв баттл-роял з 15 людей, заробивши прохід в першому раунді. Він переміг Дрю Гулака у чвертьфіналі, а потім вилетів від Velveteen Dream у півфіналі.
На випуску NXT UK від 23 січня, Девлін переміг Ель Лігеро у кваліфікаційному матчі за Чемпіонство NXT у напівважкій вазі, щоб зустрітися з Анджелом Гарзою у матчі за титул. На Worlds Collide Девлін виграв фатальний чотиристоронній поєдинок, перемігши Тревіса Бенкса, Айзейю «Сверв» Скотта та Анджелу Гарзу, ставши новим Чемпіоном NXT у напівважкій вазі. Далі Девлін успішно захищав титул на NXT, NXT UK і 205 Live проти таких суперників, як Ліо Раш, Тоні Незе, Тайлер Бриз і Бенкса.
У квітні 2020 року стало відомо, що Девлін не зміг захистити титул Чемпіона у напівважкій вазі через обмеження на поїздки, спричинені пандемією COVID-19 в Ірландії. Це призвело до оголошення турніру для коронування тимчасового чемпіона у напівважкій вазі, який виграв Сантос Ескобар. Девлін відповів, назвавши того, хто виграв турнір, «шахраєм» і заявив, що він покаже себе справжнім чемпіоном у напівважкій вазі після свого можливого повернення. 10 березня 2021 року стало відомо, що наступного тижня Девлін з’явиться на NXT, щоб вступити у протистояння з тимчасовим чемпіоном у напівважкій вазі Сантосом Ескобаром. Другого вечора NXT TakeOver: Stand & Deliver Ескобар переміг Девліна, завершивши його рейн у 438 днів.
Наступного тижня Девлін зіткнувся з Іллею Драгуновим. Хоча він нічого не сказав, він чітко заявив про свої наміри кинути виклик Драгунову за Чемпіонство Сполученого Королівства NXT. Девлін зустрівся з Іллею Драгуновим на порожній арені, але не зміг виграти Чемпіонство Сполученого Королівства NXT. Після словесної перепалки з Іллею Драгуновим, Девлін отримає ще один шанс на Чемпіонство NXT UK за умови, що той, хто програє, залишає NXT UK. Матч відбувся на 200-му епізоді NXT UK, де Девлін не зміг виграти титул, ознаменувавши його останню появу на бренді.
На випуску NXT 2.0 від 21 червня 2022 року, вийшла віньєтка, яка сповіщала про прихід Девліна на бренд NXT під новим ринг-іменем Джей Ді МакДона (англ. JD McDonagh). На NXT: The Great American Bash 5 липня, він дебютував, атакувавши Чемпіона NXT Брона Брейкера після того, як Брон захистив титул проти Кемерона Граймса. На випуску NXT 2.0 від 12 липня, МакДона перервав Граймса на сцені та напав на нього, але останній помстився, таким чином влаштувавши матч між ними наступного тижня, який він виграв. На NXT Heatwave 16 серпня, МакДона невдало кинув виклик Брейкеру за титул Чемпіона NXT. МакДонах отримав ще один шанс на титул, на Halloween Havoc 22 жовтня, у матчі потрійної загрози, в якому також брав участь Ілля Драгунов, але знову не зміг виграти титул; це ознаменувало останню появу МакДони на NXT до того, як його задрафтували.

#### Судний день (2023–дотепер)
У рамках драфту WWE 2023, МакДона був обраний до бренду Raw. У своєму дебютному матчі на випуску Raw від 29 травня, він бився з Дольфом Зігглером у матчі, який закінчився подвійним відрахуванням. Після цього, МакДона почав з’являтися в бекстейдж сегментах зі своїм наставником у реальному житті Фінном Балором, учасником угрупування Судний день.
Після короткої перерви, МакДона повернувся на випуску Raw від 7 серпня, і згодом був включений до угрупування Судний день на випуску Raw від 13 листопада. МакДона взяв участь у своєму першому матчі WarGames на Survivor Series: WarGames разом із Судним днем і Дрю МакіІтайром проти Коді Роудса, Семі Зейна, Джея Усо, Сета Роллінса та Ренді Ортона, який повернувся, у програшному матчі. На завершальній стадії матчу, Зейн і Роллінс кинули МакДону з клітки на RKO від Ортона. На випуску Raw від 18 грудня, МакДона зазнав поразки від R-Truth у матчі Miracle on 34th Street Fight із умовою «Лузер покидає Судний день». Пізніше тієї ночі Пріст повідомив МакДоні, що він все ще є частиною Судного дня. На випуску Raw від 24 червня, за допомогою Лів Морган, МакДона і Балор перемогли Командних чемпіонів світу Awesome Truth (Міз і R-Truth) у матчі за титули, що стало його першим виграшем титулу в основному ростері. 3 серпня на SummerSlam, Балор зрадив Пріста, що коштувало йому титулу Чемпіона світу у важкій вазі. На випуску Raw від 5 серпня стало відомо, що Джей Ді МакДона є частиною оновленого Судного дня, де Карліто та Морган замінили Пріста та Рію Ріплі.

## Інші медіа
У травні 2017 року, Девлін з'явився у спеціальній передачі WWE 24 про Фінна Балора. Девлін — ігровий персонаж у WWE 2K22 як Джордан Девлін і в WWE 2K23 і 2K24 як Джей Ді МакДона.

## Особисте життя
У червні 2020 року, під час зростання руху Speaking Out, Девліна звинуватила Ханна Франческа, колишня партнерка, у фізичному та домашньому насильстві. Франческа опублікувала в Twitter фотографії, які вона прокоментувала як синці, завдані Девліном на своїх ногах, і що "це лише фізичні пошкодження". За словами Франчески, невідомий промоутер також «сказав їй зв’язатися з Девліном» через те, що вони вважали «непорозумінням». Після звинувачень, Progress Wrestling відсторонить його від роботи на невизначений термін. Девлін заперечував звинувачення, називаючи їх «цілковито і абсолютно неправдивими» і що він був «випадком зловмисного особистого плану, який був застосований проти нього на основі дуже сміливої розповіді про справжній досвід інших жінок». WWE заявило, що вони вивчають звинувачення і що вони «дуже серйозно сприймають будь-які звинувачення такого характеру». У той час Девлін був вдома через локдаун COVID-19. Він повернувся до WWE в березні 2021 року, підтвердивши, що розслідування цього питання WWE не привело до покарання Девліна.
У той самий час, коли Девліна звинуватили в насильстві, Девлін також зіткнулися з звинуваченнями в тому, що він був у романі з іншою жінкою, Хоуп Брукс, коли він зустрічався з Франческою. Брукс звинуватила Девлін у неадекватній поведінці в літаку до 2019 року, а потім у тому, що її ігнорував. Брукс також стверджувала, що Девлін також займався сексом з "30 іншими дівчатами", коли він зустрічався з Франческою.

## Чемпіонства і досягнення
- British Championship Wrestling
  - Командне Чемпіонство BCW (1 раз) – з Шоном Саусом[35][36]
- Fight Factory Pro Wrestling
  - Ірландське Юніорське Чемпіонство у важкій вазі (1 раз)[37][38]
- NWA Ireland
  - Юніорське Чемпіонство у важкій вазі NWA Ireland (1 раз)[39]
  - Командне Чемпіонство NWA Ireland (1 раз) - з Сером Майклом В. Вінчестером[40][41][42]
- Over the Top Wrestling
  - Чемпіонство Світу OTT (2 рази)[43][44][45][46][47]
  - Чемпіонство Сівту у важкій вазі OTT No Limits (1 раз)[48][49][43]
- Progress Wrestling
  - Командне Чемпіонство Progress (1 раз) - зі Скотті Девісом[50][51]
- Pro Wrestling Illustrated
  - Зайняв місце No. 58 у топ 500 одиночних реслерів у PWI 500 в 2019 р.[52]
- Pro Wrestling Zero1
  - Міжнародне Командне Чемпіонство NWA у легкій вазі (1 раз) – з Шоном Гіннессом[53][54]
- TNT Extreme Wrestling
  - Чемпіонство Світу TNT (1 раз)[55][56]
- WWE
  - Чемпіонство NXT у напівважкій вазі (1 раз)[57][58]
  - Командне Чемпіонство світу (2 рази, чинний) – з Фінном Балором
  - Slammy Award (1 раз)
    - Угрупування року (2024) – як учасник Судного дня